# Charles Inselin
Charles Inselin, né le 15 avril 1673 à Mangiennes et mort vers 1715, est un graveur français, plutôt spécialisé dans la géographie, les planches techniques (machines, etc.), le lettrage et la musique.

## Biographie
Charles Inselin s’est marié le 17 août 1702 en l’église Saint-Roch de Paris. L’acte cité par Henri Herluison (Actes d’état-civil d'artistes français, Orléans, 1973, p. 188) n’indique pas le nom de l’épouse mais précise que le graveur était « âgé de 29 ans ».

## Œuvres

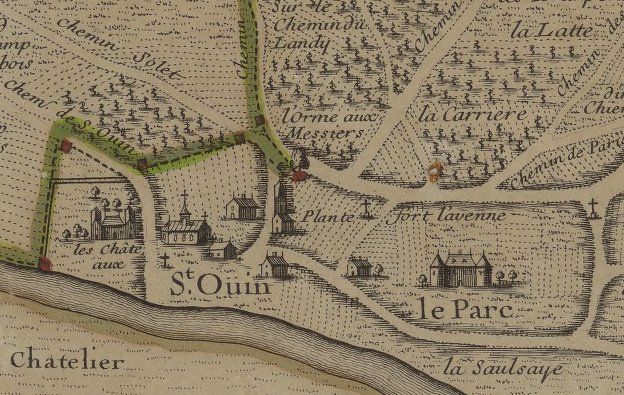
Plan de Clippiacum par Charles Inselin. Sur la droite, on peut voir le château de Saint-Ouen.

- Froger, Relation d'un voyage fait en 1695, 1696 et 1697 aux côtes d'Afrique, détroit de Magellan, Brésil, Cayenne et îles Antilles par une escadre des vaisseaux du roi commandée par M. de Gennes, Paris, Nicolas Le Gras, 1699. Ouvrage abondamment illustré par Charles Inselin. Images sur Utpictura18.
- Plan de Sélestat en 1695
- Plan de la ville et la citadelle d'Amiens en 1725[2]
- Plan de Lyon en 1750
- Le détroit de Magellan, dont la cartographie est réalisée par Nicolas de Fer[3]